# 주일본 미국 대사관

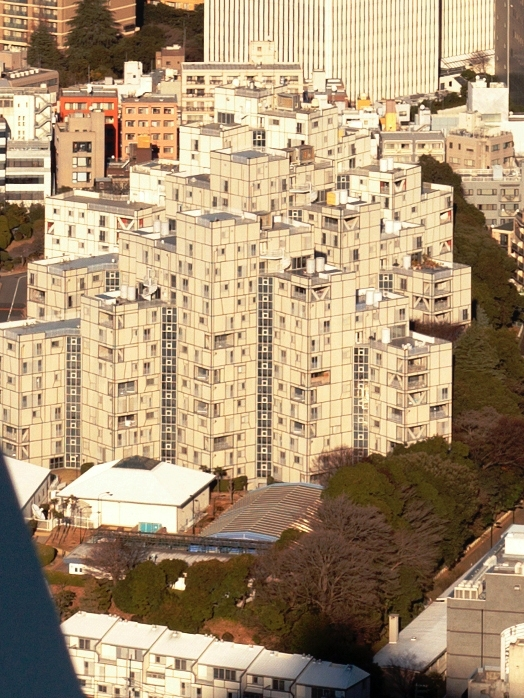
주일 미국 대사관 직원 전용 주택 (도쿄도 미나토구/롯폰기)

주일본 미국 대사관(영어: Embassy of the United States of America in Japan, 일본어: 駐日アメリカ合衆国大使館)은 일본에 주재하고 있는 미국 대사관이다. 소재지는 도쿄도 미나토구 아카사카 1초메 10-5번지이다. 대사관 산하 영사관들은 5곳으로, 오사카부 오사카시, 홋카이도 삿포로시, 오키나와현 나하시에는 총영사관을 두고, 후쿠오카현 후쿠오카시와 아이치현 나고야시에는 일반 영사관을 둔다. 이는 주한 미국 대사관 산하 부산 일반 영사관과 비슷한 구조를 이룬다.

## 주일 미국 대사
현재 주일 미국 대사는 기존의 윌리엄 F. 하거티가 2019년 7월 22일부로 퇴임하게 됨에 따라 지금은 공석 상태에 이르고 있다. 다만, 수석 공사인 조셉 영이 임시대리대사를 담당중이다.

## 관할 구역
- 도쿄도를 비롯한 간토 지역과 도호쿠 지방 등 : 주일본 미국 대사관 영사부[2]
- 긴키 지방, 주고쿠 지방, 시코쿠 일원, 호쿠리쿠 지방 : 주오사카·고베 미국 총영사관[3]
- 홋카이도[4] 일대 : 주삿포로 미국 총영사관
- 오키나와현 일원 : 주오키나와 미국 총영사관[5]
- 주부 지방 : 주나고야 미국 영사관
- 규슈 일원 : 주후쿠오카 미국 영사관

## 같이 보기

### 일반 주제
- 미국-일본 관계
- 주미국 일본 대사관
- 재일 미국인(영어판)

### 주변국에 설치된 미국 대사관
- 주한 미국 대사관
- 주중국 미국 대사관
- 주필리핀 미국 대사관(영어판)
- 주몽골 미국 대사관
- 주베트남 미국 대사관(아랍어판)
- 주러시아 미국 대사관(영어판)

### 일본에 설치한 다른 대사관
- 주일본 대한민국 대사관
- 주일본 스웨덴 대사관
- 주일본 이탈리아 대사관
- 주일본 러시아 대사관